# Błąd tkacki

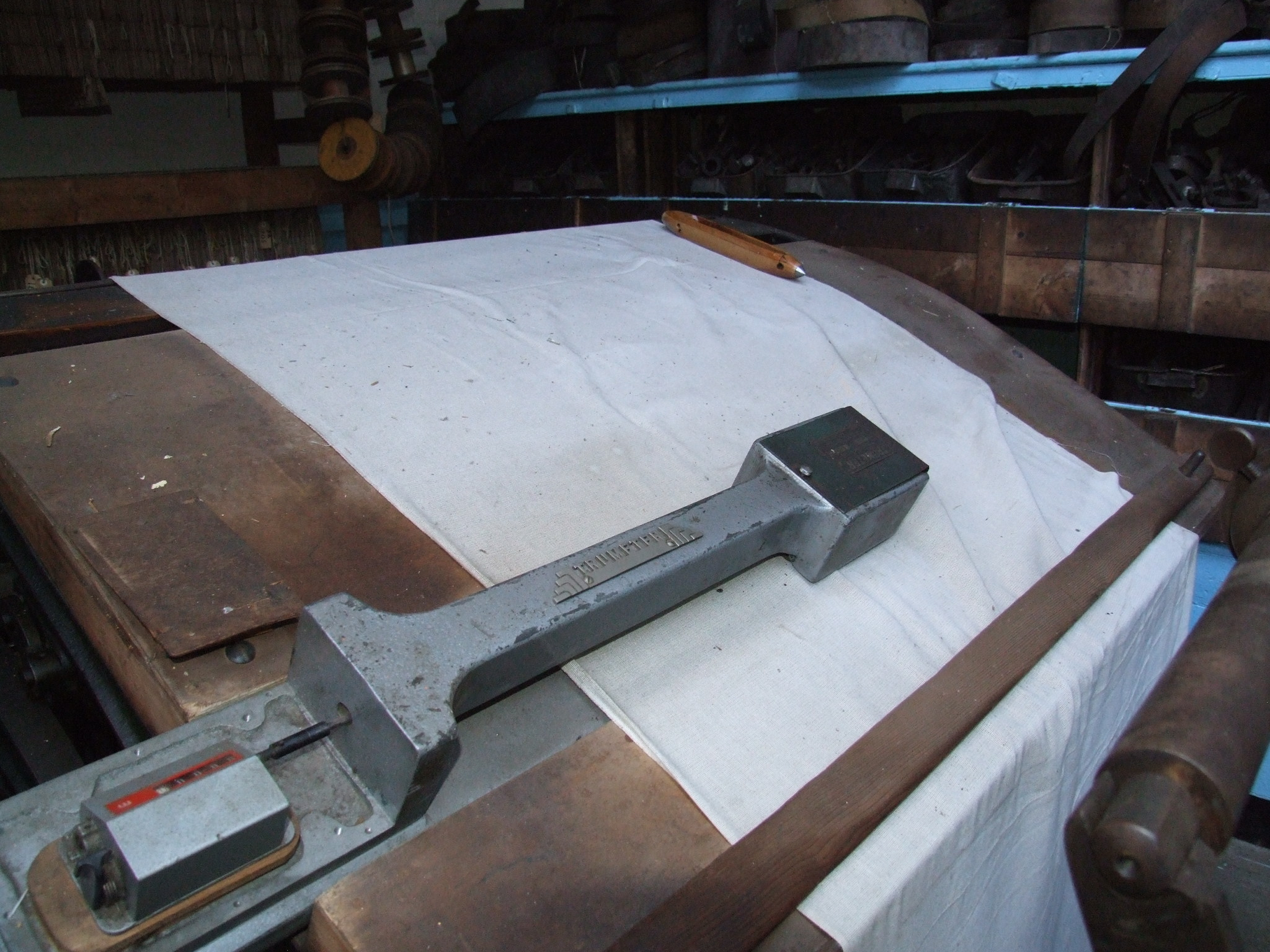
Stół do sprawdzania błędów tkackich

Błąd tkacki – wada tkaniny, obniżająca jej walory użytkowe i estetyczne. Błędy tkackie mogą powstawać zarówno w trakcie procesu tkania, jak i podczas procesu wykończania tkaniny. Duża część błędów powstaje w wyniku niewłaściwego przygotowania osnowy i wątku w dziale przygotowawczym tkalni. Również uszkodzenia i niewłaściwa regulacja mechanizmów krosna są przyczyną powstawania błędów. Stosowanie niewłaściwych węzłów do łączenia nitek i likwidacji zrywów jest również przyczyną błędów.

## Podział
Błędy dzielą się na:
- błędy zasadnicze - w bardzo wyraźny sposób obniżają jakość tkaniny
- niezasadnicze - w niewielkim stopniu obniżają jakość tkaniny, lub takie, które dadzą się usunąć w procesie wykończenia tkaniny

## Przykłady błędów
- zrywy nitek osnowy
- zrywy wątku
- dziury
- błędy splotowe
- zabrudzenia
- plamy z oleju

Niektóre błędy można wyeliminować w trakcie tkania, przez zwiększenie nadzoru nad procesem. Inne błędy usuwa się po zakończeniu  tkania, ale przed procesem wykończenia. Po wykończeniu tkaniny żadnych błędów już usunąć nie można. Jednak w celu poprawienia jakości sztuk stosuje się czasem drobny zabieg polegający na rozcięciu długiej sztuki w miejscach poważniejszych błędów, takich jak dziury czy plamy. Uzyskuje się w ten sposób mniejsze odcinki (po kilka metrów), ale pozbawione błędów i dzięki temu w wyższej jakości. Niewielkie błędy niezasadnicze można wyeliminować, a właściwie ukryć, poddając tkaninę zadrukowaniu wielkoformatowym wzorem nanoszonym na tkaninę metodą sitodruku.